# Fillas de Cassandra
Fillas de Cassandra es un dúo musical gallego formado en 2022 por María SOA ( Vigo, 1996) y Sara Faro ( Vigo, 2001). Su música se basa en la tradición musical y oral, el feminismo, los sonidos modernos y la mitología griega.

## Trayectoria
Se conocieron en un congreso de Feminismo Unitario en Vigo y a partir de entonces se sumaron a la formación musical de María SOA -voz, percusión y piano- y Sara Faro -voz y percusión- para formar el dúo. 
Apuestan por la recuperación de melodías tradicionales y nuevas letras, inspiradas en las canciones de tradición oral, con influencias del pop, la música electrónica y la música clásica. Proponen un espectáculo teatral en el que el público es partícipe, siempre desde un punto de vista feminista y actual y en el que el piano y la percusión se apoyan en bases electrónicas.
En los temas tradicionales tienen influencia de Xosé Lois Romero y Aliboria, Leilía, Baiuca y Contrapunto de las Tanxugueiras. En las armonías hay referentes del barroco y por la parte electrónica tienen influencias de Rosalía y de Bad Gyal.
En 2022 estrenaron el tema "Lisístrata" en Luar y actuaron en escenarios de toda Galicia.
Su primer disco, Acrópole (2023), parece una obra de teatro clásica con heroínas mitológicas en la que las mujeres del presente se juntan con las del pasado y sus propias experiencias con las demás. Están Antígona, Pandora, Eco, los moiras y las ninfas Dafne y Siringe.

## Discos
- Acrópole (2023). Colaboración entre la productora Tremendo Audiovisual y Luneda Producciones. Producida por Berto (de Verto) en el marco de la cooperativa cultural Nave de Lata.[2]Temas:

- I. Antígona
- Da voz de Lisístrata
- II. Lisístrata (Varre vasoira)
- III. Pandora
- IV. Eco
- V. As Moiras
- VI. Dafne e Syrinx
- Da voz de Cassandra
- VII. Cassandra (Fillas de Cassandra)
- VIII. Acrópole

## Premios
- 2023: Premio aRi[t]mar a la Mejor Música del Año en Galicia en 2022.[6]

- 2024: Premio Rosa dos ventos. Otorgado anualmente por el alumnado de 5.º curso de bachillerato del Instituto Santiago Apóstol de Buenos Aires.[7]